# 迈克尔·芬克
愛德華·邁克爾·芬克（英語：Edward Michael “Mike” Fincke，1967年3月14日—）是一名美國宇航員，曾保持著美國在太空停留時間最長的紀錄（381.6 天）。他的紀錄於2015年10月16日被斯科特·凱利打破。
迈克尔‧芬克出生於宾夕法尼亚州匹茲堡，但認為其郊區艾姆斯沃思才是他的家鄉。他是一名退役的美國空軍軍官和一名現役美國宇航局宇航員。到目前為止，他曾兩次作為飛航工程師和指揮官登上國際太空站。他作為任務專家執行了一次太空梭任務STS-134。芬克精通日語和俄語。 他與Renita Saikia結婚，育有三個孩子。兒子錢德拉（Chandra）和女兒塔拉里（Tarali）和蘇裡亞（Surya）。
芬克在太空停留了不到382天，在太空停留時間最長的美國太空人中排名第六，總體排名第40。他穿著俄羅斯海鹰航天服和美國舱外机动装置完成了九次太空行走。他的艙外活動 (EVA) 總時間為48小時37分鐘，在太空行走者列表上排名第14。

## 外部鏈接
- 迈克尔·芬克的X（前Twitter）
- NASA傳記 （页面存档备份，存于）
- Spacefacts的迈克尔·芬克傳記 （页面存档备份，存于）
- 際太空站之旅（第1部分，共4部分） （页面存档备份，存于）
- Interview with The Scholars' Avenuve, IIT Kharagpur

| 前任者： 谢尔盖·沃尔科夫 | 國際空間站遠征指揮官 2008年10月24日至2009年4月8日 | 繼任者： 根纳季·帕达尔卡 |